# Team Rynkeby
Team Rynkeby er et velgørenhedscykelhold, som hvert år cykler til Paris for at samle penge ind til børn med kræft. Cykelholdet blev stiftet af medarbejdere hos den danske juicevirksomhed Rynkeby Foods i vinteren 2001-2002, og i sommeren 2002 kørte det første Team Rynkeby-hold bestående af 11 cykelryttere og én hjælper den godt 1.200 km lange tur fra stationsbyen Ringe til Paris. I 2015 blev der indsamlet over 48 millioner kr. fra hold i seks lande, hvoraf de 32,8 mio. blev doneret til Børnecancerfonden. Med donationen i 2024 rundede de 100.000.000 € i alt, doneret til børn med kritiske sygdomme i Europa.
Team Rynkebys første tur til Paris i 2002 indbragte 38.000 kr., som efterfølgende blev doneret til børnekræftafdelingen på Odense Universitetshospital.

## Historie
Ideen om at cykle til Paris opstod tilbage i 2001. En af Rynkeby Foods medarbejdere, Knud Vilstrup, havde fået konstateret rygerlunger og han ville derfor gøre noget for sig selv, så han blev lidt sundere – og et rygestop var ikke en mulighed. Han kom derfor på en løs idé om at komme i bedre form, samtidig med, at han fik en oplevelse ud af det. Den tanke luftede han under Rynkebys julefrokost senere samme år. Knud Vilstrup spurgte Rynkebys tekniske direktør, Torben Møller-Larsen, om det ikke kunne være et spændende projekt at cykle ned og se Tour de France-opløbet på Champs-Élysées, og om han kunne sponsere noget juice til turen. Det gik Torben Møller-Larsen med til, hvis han til gengæld kunne komme med på turen.
Efterfølgende ringede Knud Vilstrup nogle gange til Torben Møller-Larsen for at høre om turen kunne blive til noget. Efter flere forsøg, fik han lov. Han fik sponsoreret juice til turen, 50.000 kroner til at opstarte projektet og et krav om, at mindst 10 skulle deltage i turen. Holdet blev samlet i løbet af foråret 2002 under navnet ”Team Rynke”; 11 ryttere og én enkelt hjælper i minibus var klar til at køre den godt 1.200 km lange tur fra Ringe til Paris samme år. Den løse idé var blevet til virkelighed.
Team Rynkeby blev ikke stiftet som et velgørenhedsprojekt, men da rytterne vendte hjem fra den første tur i 2002, havde de 38.000 kroner i overskud, og dem besluttede de sig for at donere til børnekræftafdelingen på Odense Universitetshospital. Efter en vellykket tur til Paris med mange udfordringer, overtalte Knud Vilstrup den administerende direktør for Rynkeby Foods, Jørgen Dirksen, til at investere penge i projektet igen. Det blev starten på det velgørenhedsprojekt, som eksisterer i dag, hvor antallet af deltagere og sponsorer vokser støt år for år, og det samme gør donationen til Børnecancerfonden.
Team Rynkeby kunne i 2011 fejre sit 10 års jubilæum, hvilket blev markeret ved et stort arrangement i forbindelse med Team Rynkeby Ringes afgang til Paris fra Ringe. Jubilæet gav også anledning til en ny bog, Team Rynkeby – Cykling, sammenhold og en god sag, der fortæller om projektets historie med både op og nedture. Overskuddet fra bogen går ubeskåret til Børnecancerfonden.
I 2011 bestod Team Rynkeby af 584 cykelryttere og 139 hjælpere fordelt på 11 danske og to svenske hold. De danske hold indsamler penge til Børnecancerfonden i Danmark, mens de svenske hold indsamler penge til Barncancerfonden i Sverige. Deltagerne på Team Rynkeby er motionscyklister af begge køn, i alle aldre, med vidt forskellige jobs, uddannelser og baggrunde. Deltagernes forskellighed og deres geografiske fordeling i både Danmark og Sverige gør det lettere for Team Rynkeby at sprede budskabet om indsamlingen til fordel for børn med kræft og deres familier. I løbet af årene har bl.a. statsminister Lars Løkke Rasmussen(V), Karina Lorentzen(SF), Ellen Trane Nørby(V), Ulla Tørnæs(V), Amin Jensen, Mads Steffensen og Mai-Britt Vingsøe deltaget i velgørenhedsprojektet.
Team Rynkebys 11 danske hold indsamlede i 2011 8,8 mio. kr. til Børnecancerfonden i Danmark, og de to svenske hold har indsamlet 922.000 kr. til Børnecancerfondens svenske søsterorganisation, Barncancerfonden. Årets donation er derfor i alt 9,722 mio. kr. til kampen mod børnekræft, hvilket er en fordobling i forhold til sidste år. Velgørenhedscykelholdet modtog 2011 Rasmus Klump Prisen, som uddeles til en person eller organisation, der gennem sit virke har levet op til filosofien i Rasmus Klumps historier om venskab og trofasthed. Selve prisen består af en check på 25.000 kr., der går til det gode formål, som vinderen repræsenterer. Ved dette års uddeling var det derfor Børnecancerfonden, der modtog den medfølgende check.
I 2012 har Team Rynkeby udvidet med yderligere to danske og to svenske hold, så der var 13 danske hold og fire svenske hold. Disse hold består af 790 ryttere og 170 hjælpere.

### Udvikling
Opdatering til og med 2019-turen.
| År   | Beløb doneret [DKK] | Antal ryttere | Antal hold | Lande der deltager                                                                       |
| ---- | ------------------- | ------------- | ---------- | ---------------------------------------------------------------------------------------- |
| 2002 | 38.000              | 11            |            | Danmark                                                                                  |
| 2003 | 100.000             | 15            |            | Danmark                                                                                  |
| 2004 | 172.800             | 15            |            | Danmark                                                                                  |
| 2005 | 174.300             | 21            |            | Danmark                                                                                  |
| 2006 | 243.400             | 21            |            | Danmark                                                                                  |
| 2007 | 450.000             | 41            |            | Danmark                                                                                  |
| 2008 | 1.450.000           | 155           | 4          | Danmark                                                                                  |
| 2009 | 3.054.000           | 273           | 7          | Danmark                                                                                  |
| 2010 | 4.720.000           | 311           | 8          | Danmark                                                                                  |
| 2011 | 9.722.000           | 284           | 11         | Danmark, Sverige                                                                         |
| 2012 | 16.037.000D         | 790           | 17         | Danmark, Sverige                                                                         |
| 2013 | 23.116.000          | 985           | 21         | Danmark, Sverige og Finland                                                              |
| 2014 | 36.128.000          | 1.150         | 26         | Danmark, Sverige, Finland, Norge, Færøerne og Australien                                 |
| 2015 | 48.129.169          | 1.400         | 32         | Danmark, Sverige, Finland, Norge og Færøerne                                             |
| 2016 | 65.797.904          | 1.500         | 38         | Danmark, Sverige, Finland, Norge og Færøerne                                             |
| 2017 | 65.235.419          | 1.700         | 44         | Danmark, Sverige, Finland, Norge, Færøerne og Island                                     |
| 2018 | 70.392.320          | 1.900         | 48         | Danmark, Sverige, Finland, Norge, Færøerne og Island                                     |
| 2019 | 79.287.398          | 2.000         | 54         | Danmark, Sverige, Finland, Norge, Færøerne, Island og Tyskland                           |
| 2020 | 65.500.177          | 2.150         | 57         | Danmark, Sverige, Finland, Norge, Færøerne, Island, Tyskland, Schweiz og Europe          |
| 2021 | 72.439.122          | 2.400         | 59         | Danmark, Sverige, Finland, Norge, Færøerne, Island, Tyskland, Schweiz og Europe          |
| 2022 |                     | 2.024         | 62         | Danmark, Sverige, Finland, Norge, Færøerne, Island, Tyskland, Schweiz, Europe og Belgien |

## Formål
Rytterne på Team Rynkeby forpligter sig ikke blot til at passe sin træning og trampe i pedalerne. De forpligter sig også til at yde en indsats for at skaffe penge til Børnecancerfonden og Børnelungefonden. De midler, som Team Rynkeby indsamler og giver videre til Børnecancerfonden og Barncancerfonden, vil blive brugt på projekter, som de to organisationer mener, vil have størst gavn for børn med kræft og deres familier. Børnecancerfondens og Barncancerfondens fokusområder ligger inden for forskning, oplysning og patientstøtte. De fleste af pengene kommer ind ved, at sælge reklameplads på rytternes trøjer og bukser. Pladserne bliver solgt til minimum 20.000 DKK stykket. Derudover indhenter holdet en række sponsorater fra både virksomheder og private. I 2011 havde Team Rynkeby mere end 1.200 sponsorer.
Team Rynkeby arbejder også for at inspirere og motivere folk til at få sig en sund og aktiv livsstil.

## Etaper
Rytterne kører syv etaper gennem Danmark, Tyskland, Holland, Belgien og Frankrig. Fire af dem er på omkring 200 km. Ruten ændres år for år, og alle hold kører ikke den helt samme rute. Men i store træk ser ruten således ud, som i 2011:
- Prolog: 10-220 km (fredag)
- 1.etape: 160 km Ringe (DK) – Rendsburg (D) (lørdag)
- 2.etape: 180 km Rendsburg (D) – Farge (D) (søndag)
- 3.etape: 190 km Farge (D) – Boekelo (NL) (mandag)
- 4.etape: 200 km Boekelo (NL) – Hasselt (B) (tirsdag)
- 5.etape: 110 km Hasselt (B) – Dinant (B) (onsdag)
- 6.etape: 180 km Dinant (B) – Soissons (F) (torsdag)
- 7.etape: 110 km Soissons (F) – Paris (F) (fredag)